# Scooby-Doo va a Hollywood
Scooby-Doo va a Hollywood (Scooby-Doo Goes Hollywood) è un film per la televisione del 1979 per la regia di Ray Patterson; è il primo film d'animazione di Hanna-Barbera dedicato a Scooby-Doo.
Prodotto dalla Warner Home Video, è stato trasmesso negli Stati Uniti d'America il 14 dicembre 1979 da ABC, mentre in Italia è andato in onda per la prima volta con il titolo Scooby-Doo alla conquista di Hollywood il 26 dicembre 1983 su Rai 2 e successivamente è stato trasmesso su Italia 1, Boing e Boomerang.

## Trama
Shaggy convince Scooby che entrambi meritano di meglio che essere stelle in quello che egli considera uno spettacolo di bassa classe del Sabato mattina. Entrambi tentano di lanciare una serie TV da prima serata per la rete televisiva di "C.J.".

## Doppiaggio

### Doppiatori originali
- Don Messick: Scooby-Doo
- Casey Kasem: Shaggy Rogers
- Frank Welker: Fred Jones, Groove
- Heather North: Daphne Blake
- Patricia Stevens: Velma Dinkley, Lucy Lane
- Rip Taylor: C.J.
- Patrick Fraley: guardia
- Mike Bell: Jesse Rotten, Jackie Carlson
- Joan Gerber: Lavonne
- Marilyn Schreffler: Cherie

### Doppiatori italiani
- Enzo Consoli: Scooby-Doo
- Toni Garrani: Shaggy Rogers
- Oreste Baldini: Fred Jones
- Paola Quattrini: Daphne Blake
- Patrizia De Clara: Velma Dinkley
- Gioacchino Maniscalco: C.J.
- Sergio Antonica: Jack Carlson
- Carmen Onorati: Lavonne